# Ebuleodes
Ebuleodes és un gènere monotípic d'arnes de la família Crambidae. Conté només una espècie, Ebuleodes simplex, que es troba a l'Índia.